# Навчальний центр Нойгаммер
Навчальний центр Нойгаммер (нім. Truppenübungsplatz Neuhammer) — військовий навчальний центр, військовий полігон, що був розташований поблизу сілезького містечка Нойгаммер (сучасне польське містечко Сьвентошув).
Будівництво військового полігону розпочалося 1898 року. До 1905 року навчальний центр уже займав площу 5000 га. Після захоплення Гітлером влади в 1933 році та подальшого наростання чисельності вермахту територія військового центру підготовки була значно розширена, так що він став одним з найбільших навчальних центрів Третього Рейху до початку Другої світової війни. На полігонах центру одночасно могли проходити навчання 60–70 тис. солдатів із застосуванням різних видів зброї.
Після розгрому гітлерівської Німеччини, з 1945 року навчальний центр Нойгаммер використовувався формуваннями Червоної армії до 1955 року. З 1955 року, після створення Варшавського договору, на території тепер уже польського полігону розпочали проводити масштабні навчання формування сухопутних військ країн-учасниць цього договору. Після виведення російської армії в 1992 році навчальний центр продовжує експлуатуватися Військом Польським.